# 10438 Ludolph
10438 Ludolph è un asteroide della fascia principale. Scoperto nel 1960, presenta un'orbita caratterizzata da un semiasse maggiore pari a 2,2323050 UA e da un'eccentricità di 0,0933632, inclinata di 4,70357° rispetto all'eclittica.